# Estoque y capelo bendito
El estoque bendito (en latín: ensis benedictus, en italiano: stocco benedetto o stocco pontificio) era el montante o espada de dos manos que bendecía el papa para obsequiarlo y remitirlo al rey católico u otro recipendario secular en reconocimiento por su defensa del cristianismo contra los infieles a la Iglesia católica, quien junto con él, recibía también un sombrero o capelo bendito (en latín: pileus o capellus, en italiano: berrettone pontificio o berrettone ducale). 
Se bendecían en una ceremonia especial que tenía lugar el día de la Natividad. El pontífice, antes de la primera misa, iba a la Basílica de San Pedro y en la capilla denominada Sacristía pontificia, con todos los cardenales revestidos y dos asistentes mayores: el uno lleva el estoque en la mano y el otro el ceremonial. El papa bendecía el estoque y opileo o capelo, echándole agua y pidiendo a Dios, por la intercesión de San Pedro y San Pablo, fortaleza en el estoque y defensa en el capacete que lo cubría. El asistente lo llevaba hasta el altar mayor donde permanecía hasta terminada la misa. Este estoque era guardado por el pontífice en su recámara, y en ocasión de ligas contra infieles lo presentaba al que tenía el mando de la Liga. 

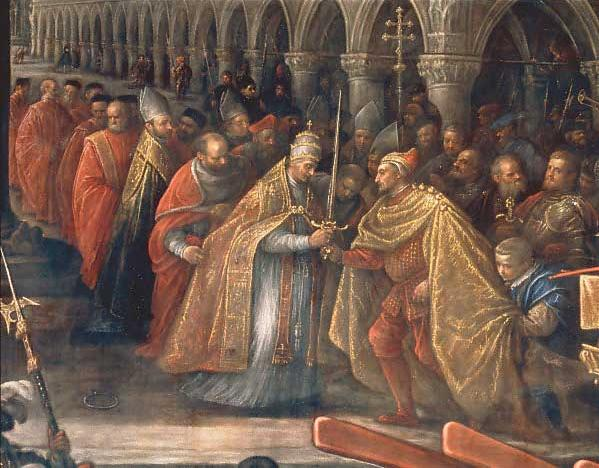
Ceremonia de entrega de un estoque bendito al dux de Venecia.

El estoque era una decorada arma ceremonial, usualmente grande, hasta de dos metros de longitud, con la empuñadura embellecida con el escudo de armas papal y la espada con el nombre del papa. Una vaina y un cinturón con similares ornatos complementaban al estoque. El sombrero era un cilindro hecho de terciopelo rojo con dos ínfulas colgando hacia abajo desde arriba. El lado derecho del sombrero estaba decorado con una paloma representando el Espíritu Santo decorada con perlas, mientras que un sol radiante que simbolizaba a Cristo estaba decorado en bordado de oro en su parte superior.  

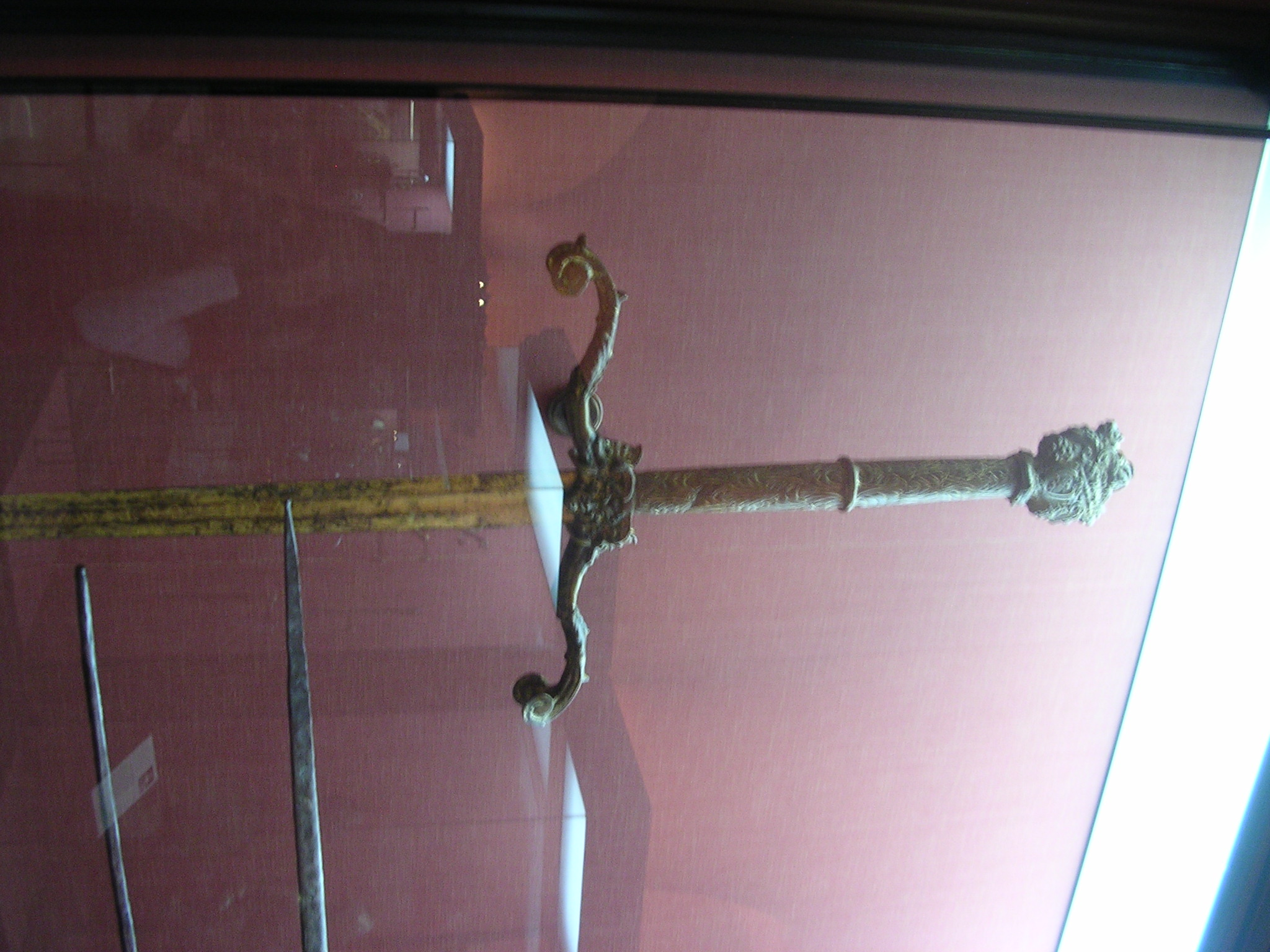
Estoque bendito en la armería del Palacio Real de Madrid.

El estoque más antiguo que se conserva actualmente se ubica en la Real Armería de Madrid y fue dado por el papa Eugenio IV al rey Juan II de Castilla en 1446. El último de los capelos benditos conservado se encuentra en el Museo Nacional de la Edad Media de París y fue bendecido por el papa Clemente XIV y regalado a Francisco Jiménez de Tejada, gran maestre de los Caballeros Hospitalarios. 

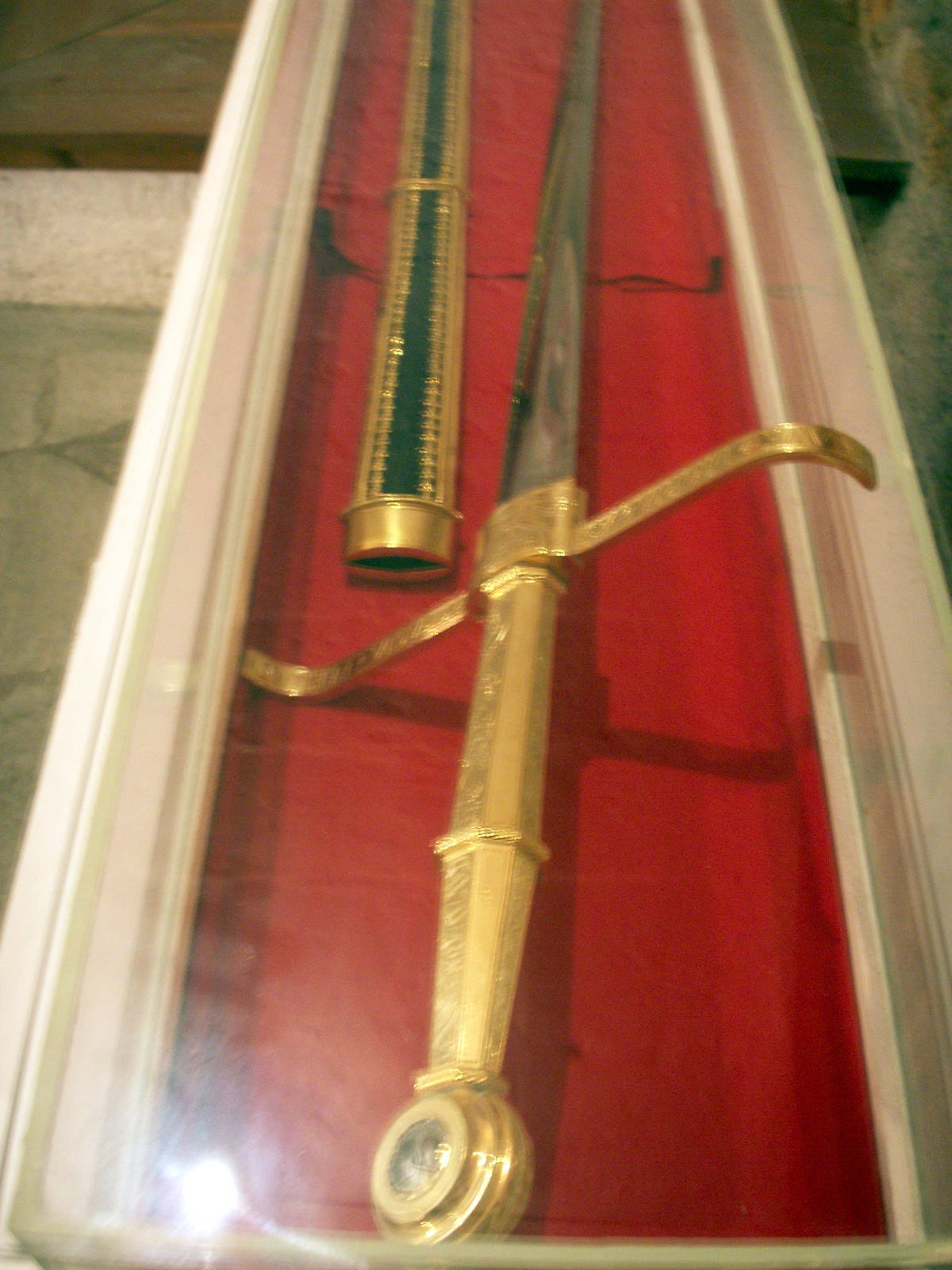
Réplica del estoque bendito del archiduque Fernando II de Austria.

No todos sus recipendarios son conocidos; entre aquellos cuyos nombres han sido conservados, hay al menos doce emperadores del Sacro Imperio Romano Germánico, diez reyes de Francia, siete reyes de Polonia y seis reyes de España. Asimismo, tres o cuatro estoques benditos y capelos fueron dados a reyes de Inglaterra, dos o tres a reyes de Escocia, y tres a los reyes de Hungría y a los reyes de Portugal. Además, entre sus recipendarios se incluyen varios príncipes, incluyendo sus herederos naturales, archiduques, duques, nobles, comandantes militares, ciudades y estados.

## Destinatarios
| Año de bendición  | Año de entrega       | Papa           | Destinatario                                                               | Notas                                   | Referencias |
| ----------------- | -------------------- | -------------- | -------------------------------------------------------------------------- | --------------------------------------- | ----------- |
| 1202              |                      | Inocencio III  | Guillermo el León, Rey de los Escoceses                                    |                                         |             |
| 1204              |                      | Inocencio III  | Pedro II, Rey de Aragón                                                    |                                         |             |
| 1347              | 1347                 | Clemente VI    | Carlos IV, Sacro Emperador Romano Germánico                                |                                         |             |
| 1365              | 1365                 | Urbano V       | Luis I, Duque de Anjou                                                     |                                         |             |
| 1366              | 1366                 | Urbano V       | Juan I, Conde de Armañac                                                   |                                         |             |
| 1371              | 1371                 | Gregorio XI    | Luis I, Duque de Anjou                                                     | (2.ª vez)                               |             |
| 1386              | 1386                 | Urbano VI      | Fortiguerra Fortiguerri, confaloniero de la República de Lucca             |                                         |             |
| 1419              |                      | Martín V       | Carlos, Delfín de Francia                                                  | Futuro Carlos VII de Francia            |             |
| 1422              |                      | Martín V       | Luis III, Rey de Nápoles                                                   |                                         |             |
| 1432              |                      | Eugenio IV     | Ladislao II, Rey de Polonia                                                |                                         |             |
| 1434              |                      | Eugenio IV     | República de Florencia                                                     |                                         |             |
|                   | 1443                 | Eugenio IV     | Ladislao III, Rey                                                          |                                         |             |
|                   | 1446                 | Eugenio IV     | Juan II, Rey de Castilla                                                   |                                         |             |
| 1449              | 1450                 | Nicolás V      | Francesco Foscari, Dogo de Venecia                                         |                                         |             |
| 1450              | 1450                 | Nicolás V      | Alberto VI, Archiduque de Austria                                          |                                         |             |
|                   | 1454                 | Nicolás V      | Conde de San Angelo, Embajador del Rey de Nápoles                          |                                         |             |
| 1454              | 1455                 | Nicolás V      | Ludovico Bentivoglio, Embajador de Bolonia                                 |                                         |             |
| 1456              | 1457                 | Calixto III    | Carlos VII, Rey de Francia                                                 | (2.ª vez)                               |             |
| 1457              | 1458                 | Calixto III    | Enrique IV, Rey de Castilla                                                |                                         |             |
| 1458              | 1459                 | Pío II         | Federico III, Sacro Emperador Romano Germánico                             |                                         |             |
| 1459              | 1460                 | Pío II         | Alberto III Aquiles, Elector de Brandenburgo                               |                                         |             |
| 1460              | 1461                 | Pío II         | Felipe III "el Bueno", Duque de Borgoña                                    |                                         |             |
| 1461              | 1462                 | Pío II         | Luis XI, Rey de Francia                                                    |                                         |             |
| 1462              | 1463                 | Pío II         | Cristoforo Moro, Dogo de Venecia                                           |                                         |             |
| 1466              | 1466                 | Pío II         | Skanderbeg, Señor de Albania                                               |                                         |             |
| 1467 o 1469       |                      | Paulo II       | Enrique IV, Rey de Castilla                                                | (2.ª vez)                               |             |
| 1468              | 1468                 | Paulo II       | Federico III, Sacro Emperador Romano Germánico                             | (2.ª vez)                               |             |
| 1470              | 1471                 | Paulo II       | Matias I "Corvino", Rey de Hungría                                         |                                         |             |
|                   | 1471                 | Paulo II       | Borso, Duque de Ferrara                                                    |                                         |             |
| 1474              | 1475                 | Sixto IV       | Filiberto I, Duque de Saboya                                               |                                         |             |
| 1477              | 1477                 | Sixto IV       | Alfonso, Duque de Calabria                                                 | Futuro Alfonso II de Nápoles            |             |
| 1480              | 1480                 | Sixto IV       | Federico III, Duque de Urbino                                              |                                         |             |
| 1481              | 1482                 | Sixto IV       | Eduardo IV, Rey de Inglaterra                                              |                                         |             |
| 1482              | 1482                 | Sixto IV       | Alfonso, Duque de Calabria                                                 | (2.ªvez) Futuro Alfonso II de Nápoles   |             |
| 1484              | 1484                 | Inocencio VIII | Francisco de Aragón, Duque de San Ángel, Embajador del Rey de Nápoles      |                                         |             |
| Entre 1484 y 1492 |                      | Inocencio VIII | Fernando II, Rey de Aragón                                                 |                                         |             |
| 1486              | 1486                 | Inocencio VIII | Iñigo López de Mendoza, Conde de Tendilla, Embajador de Castilla y Aragón. |                                         |             |
| 1488              | 1488                 | Inocencio VIII | Giacomo Trivulzio, General de los Ejércitos Pontificios                    |                                         |             |
| 1491              | 1491                 | Inocencio VIII | Guillermo III, Langrave de Hesse                                           |                                         |             |
| 1492              | 1492                 | Alejandro VI   | Federico de Aragón                                                         | Futuro Federico I de Nápoles            |             |
| 1493              | 1494                 | Alejandro VI   | Maximiliano I, Rey de Romanos                                              | Futuro Sacro Emperador Romano Germánico |             |
| 1494              | 1494                 | Alejandro VI   | Fernando, Duque de Calabria                                                |                                         |             |
| 1496              | 1497                 | Alejandro VI   | Felipe I "el Hermoso", Archiduque de Austria                               |                                         |             |
| 1497              | 1497                 | Alejandro VI   | Gonzalo Fernández de Córdoba, el Gran Capitán.                             |                                         |             |
| 1497              | 1497                 | Alejandro VI   | Boleslao X, Duque de Pomerania                                             |                                         |             |
| 1498              | 1499                 | Alejandro VI   | Luis XII, Rey de Francia                                                   |                                         |             |
|                   | 1500                 | Alejandro VI   | César Borgia, Duque de Valentinois                                         |                                         |             |
| 1501              | 1502                 | Alejandro VI   | Alfonso de Este                                                            | Futuro Alfonso I, Duque de Ferrara      |             |
| 1506              | 1507                 | Julio II       | Jacobo V, Rey de los Escoceses                                             |                                         |             |
| 1508              | 1509                 | Julio II       | Ladislao II, Rey de Bohemia                                                |                                         |             |
| 1510              | 1511                 | Julio II       | Suiza                                                                      |                                         |             |
| 1513              |                      | León X         | Enrique VIII, Rey de Inglaterra                                            |                                         |             |
| 1514              |                      | León X         | Manuel I, Rey de Portugal                                                  |                                         |             |
| 1515              |                      | León X         | República de Florencia                                                     |                                         |             |
| 1516              |                      | León X         | Francisco I, Rey de Francia                                                |                                         |             |
| 1517              |                      | León X         | Maximiliano I, Sacro Emperador Romano Germánico                            | (2.ª vez)                               |             |
|                   | 1525                 | Clemente VII   | Segismundo I, Rey de Polonia                                               |                                         |             |
|                   | 1529                 | Paulo III      | Carlos V, Sacro Emperador Romano Germánico                                 |                                         |             |
| 1536              | 1537                 | Paulo III      | Jacobo V, Rey de los Escoceses                                             | (2.ª vez)                               |             |
|                   | 1540                 | Paulo III      | Segismundo II Augusto, Rey de Polonia                                      |                                         |             |
|                   | 1550                 | Paulo III      | Felipe, Príncipe de Asturias                                               |                                         |             |
| 1555              | 1558                 | Paulo IV       | Hércules II, Duque de Ferrara                                              |                                         |             |
|                   | 1560                 | Pío IV         | Felipe II, Rey de España                                                   |                                         |             |
|                   | 1563                 | Pío IV         | Carlos, Príncipe de Asturias                                               |                                         |             |
| 1566              |                      | Pío V          | Fernando Álvarez de Toledo y Pimentel, Gran Duque de Alba                  |                                         | [ 3 ]       |
| 1567              | 1568                 | Pío V          | Fernando II, Archiduque de Austria                                         |                                         |             |
|                   | 1571                 | Pío V          | Don Juan de Austria                                                        |                                         |             |
|                   | 1580                 | Gregorio XIII  | Esteban I, Rey de Polonia                                                  |                                         |             |
| 1581              | 1582                 | Gregorio XIII  | Fernando II, Archiduque de Austria                                         | (2.ª vez)                               |             |
|                   | 24 de agosto de 1591 | Gregorio XIV   | Felipe, Príncipe de Asturias                                               | (Futuro Felipe III de España)           |             |
|                   | 1594                 | Clemente VIII  | Felipe II, Rey de España                                                   |                                         |             |
|                   | 1618                 | Paulo V        | Felipe, Príncipe de Asturias                                               | (Futuro Felipe IV de España)            |             |
|                   | 1625                 | Urbano VIII    | Ladislao IV, Rey de Polonia                                                |                                         |             |
|                   | 1672                 | Clemente X     | Miguel I, Rey de Polonia                                                   |                                         |             |
| 1674              | 1683                 | Clemente X     | Juan III, Rey de Polonia                                                   |                                         |             |
| 1689              | 1690                 | Alejandro VIII | Francesco Morosini, Dogo de Venecia                                        |                                         |             |
|                   | 1726                 | Benedicto XIII | Federico Augusto, Duque de Sajonia                                         | (Futuro Augusto III de Polonia)         |             |
| 1747              |                      | Benedicto XIV  | Manuel Pinto da Fonseca, Gran Maestre de los Caballeros Hospitalarios      |                                         |             |
| 1772              | 1773 o 1775          | Clemente XIV   | Francisco Jiménez de Tejada, Gran Maestre de los Caballeros Hospitalarios  |                                         |             |
| 1823              |                      | León XII       | Luis Antonio, Duque de Angulema                                            | (Futuro Luis XIX de Francia)            |             |